# Relaciones Chile-Namibia
Las relaciones Chile-Namibia son las relaciones internacionales entre la República de Chile y la República de Namibia.

## Historia

### sigloXX
Las relaciones diplomáticas entre Chile y Namibia fueron establecidas el 16 de octubre de 1990.

## Relaciones comerciales
En 2022, el intercambio comercial entre ambos países ascendió a los 35 millones de dólares estadounidenses, lo que supuso un 13% de crecimiento promedio anual en los últimos cinco años. Los principales productos exportados por Chile fueron minerales de cobre y sus concentrados, mientras que Namibia exportó mayoritariamente aceite de pescado.

## Misiones diplomáticas
- La embajada de Chile en Sudáfrica concurre con representación diplomática a Namibia.[3]
- La embajada de Namibia en Brasil concurre con representación diplomática a Chile.[3]